# Teater Tillsammans
Teater Tillsammans är en fri teatergrupp, grundad sommaren 2010 i Stockholm. Teamet består av svenska och tyska regissörer, skådespelare, dramaturger och teatervetare. Gruppens teaterarbete fokuserar på tysk dramatik som aldrig eller sällan spelats i Sverige. Ett arbete som främst handlar om att läsa, översätta, sprida och spela sådant som Teater Tillsammans tycker är relevant och bör belysas. Samtidigt har gruppen en tydlig estetik som bygger på avskalning, ifrågasättande distans och kritisk realism.

## Uppsättningar
- Woyzeck av Georg Büchner (2010)
- Katzelmacher av Rainer Werner Fassbinder (2011)[1]
- Vävarna av Gerhart Hauptmann (2012)[2]
- Rheinsberg efter Kurt Tucholskys roman (2012)
- Men en fjäril har jag inte sett här av Lilly Axster (2013)[3]